# Konstantin Komarek
Konstantin Komarek (* 8. November 1992 in Wien) ist ein österreichischer Eishockeyspieler, der seit Mai 2023 beim Västerås IK in der HockeyAllsvenskan unter Vertrag steht und dort auf der Position des rechten Flügelstürmers spielt.

## Karriere
Komarek begann seine Karriere in seiner Heimatstadt Wien, wo er mit 14 Jahren sein Debüt in der zweithöchsten Spielklasse gab. Nach zwei Spielzeiten in der zweiten Liga und in der U20-Liga wechselte er 2008 zum Luleå HF nach Schweden. Dort erzielte er in 18 Spielen in der schwedischen J18-Elit 18 Punkte. Auch die zweite Saison verlief erfolgreich. Komarek konnte sich in der U20-Mannschaft von Luleå etablieren.
Im November 2010 gab Komarek sein Debüt in der Elitserien. Im Frühjahr 2011 wurde er im Final-Ranking für den NHL Entry Draft an 55. Stelle bei den europäischen Feldspielern gelistet. Nach insgesamt 64 Spielen in der Elitserien kehrte der Stürmer im Sommer 2012 zurück nach Österreich, wo er einen Vertrag beim EC Red Bull Salzburg unterschrieb. Dort konnte er sich auf Anhieb durchsetzen und absolvierte in seinen ersten beiden Spielzeiten insgesamt 116 Spiele in der Österreichischen Eishockey-Liga.
Am 31. Januar 2016 erzielte er mit drei Toren in 122 Sekunden gegen Orli Znojmo den bis dahin schnellsten Hattrick der Ligageschichte der EBEL und verbesserte damit einen 3:7-Rückstand auf den späteren Endstand von 6:7. In seinen vier Jahren in Salzburg wurde er zweimal (2015 und 2016) Meister der Österreichischen Eishockey-Liga. 2014 wurde er mit Salzburg Ligazweiter, da man im Finale mit HC Bozen einem ausländischen Mitglied der Liga unterlag, war Salzburg aber österreichischer Meister.
Im April 2016 gab der schwedische Erstligist Malmö Redhawks Komareks Verpflichtung bekannt. Komarek verblieb dort eine Saison, ehe er die Saison 2017/18 beim Ligakonkurrenten Karlskrona HK verbrachte. Anschließend kehrte der Österreicher nach Malmö zurück. Sein zweites Engagement bei den Redhawks dauerte bis zum Januar 2020 an. Dann wechselte er zu Luleå HF. Im August 2020 schloss sich Komarek dem lettischen Klub Dinamo Riga aus der Kontinentalen Hockey-Liga (KHL) an. Im Dezember 2020 musste Komarek Dinamo Riga wieder verlassen und wurde zunächst für einen Monat vom EHC Biel aus der National League verpflichtet. Zur Saison 2021/22 kehrte er zum Luleå HF in die Svenska Hockeyligan zurück. Mit dem Luleå HF wurde er 2022 schwedischer Vizemeister.
Im Mai 2023 erhielt Komarek einen Vertrag beim Västerås IK aus der HockeyAllsvenskan.

### International
Komarek spielte bereits im Juniorenalter für Österreich. Er nahm an den U18-Weltmeisterschaften der Division I 2008, 2009 und 2010 sowie den U20-Weltmeisterschaften 2010 (in der Top-Division), 2011 und 2012 (jeweils in der Division I) teil. Bei der U20-WM 2010 war er zweitjüngster Spieler des Turniers.
Für die Herren-Nationalmannschaft stand er erstmals beim Länderspiel gegen Lettland am 13. April 2011 in Innsbruck auf dem Eis. Sein WM-Debüt gab er beim Division-I-Turnier 2014, als ihm mit seiner Mannschaft der Aufstieg in die Top-Division gelang. Dort spielte er mit den Alpenländlern dann bei der Weltmeisterschaft 2015. Nach dem Abstieg spielte er 2016 und 2017, als er hinter dem Kasachen Nigel Dawes jeweils zweitbester Scorer und Torschütze sowie zweitbester Vorbereiter (gemeinsam mit dem Kasachen Brandon Bochenski hinter seinem Landsmann Martin Schumnig) wurde, wieder in der Division I. Zudem wurde er 2017 in das All-Star-Team gewählt und wies gemeinsam mit seinem Landsmann Dominique Heinrich die beste Plus/Minus-Bilanz des Turniers auf.

## Erfolge und Auszeichnungen
- 2014 Österreichischer Meister mit dem EC Red Bull Salzburg
- 2015 Österreichischer Meister mit dem EC Red Bull Salzburg
- 2016 Österreichischer Meister mit dem EC Red Bull Salzburg
- 2022 Schwedischer Vizemeister mit dem Luleå HF

### International
- 2014 Aufstieg in die Top-Division bei der Weltmeisterschaft der Division I, Gruppe A
- 2017 Aufstieg in die Top-Division bei der Weltmeisterschaft der Division I, Gruppe A
- 2017 All-Star-Team der Weltmeisterschaft der Division I, Gruppe A
- 2017 Beste Plus/Minus-Bilanz der Weltmeisterschaft der Division I, Gruppe A (gemeinsam mit Dominique Heinrich)

## Karrierestatistik
Stand: Ende der Saison 2019/20
(Legende zur Spielerstatistik: Sp oder GP = absolvierte Spiele; T oder G = erzielte Tore; V oder A = erzielte Assists; Pkt oder Pts = erzielte Scorerpunkte; SM oder PIM = erhaltene Strafminuten; +/− = Plus/Minus-Bilanz; PP = erzielte Überzahltore; SH = erzielte Unterzahltore; GW = erzielte Siegtore; 1 Play-downs/Relegation; Kursiv: Statistik nicht vollständig)